# Belmont-lès-Darney
Belmont-lès-Darney é uma comuna francesa na região administrativa de Grande Leste, no departamento de Vosges. Estende-se por uma área de 3,99 km². Em 2010 a comuna tinha 115 habitantes (densidade: 28,8 hab./km²).